# Astrid Olofsdotter
Astrid Olofsdotter (norsky: Astrid Olofsdatter; † 1035) byla norská královna, manželka Olafa II.

## Život
Astrid se narodila jako dcera švédského krále Olof Skötkonunga je obodritské milenky Edly. Byla nevlastní sestrou švédského krále Jakoba Anunda a sestrou švédského krále Emunda Gammala. Olofova manželka Estrid Obodritská se prý k ní a jejímu bratrovi Emundovi nechovala dobře, a tak byli posláni k pěstounům. Astrid poslali k muži jménem Egil do Västergötlandu.
Za Olafa II. se provdala v Sarpsborgu v roce 1019. V roce 1016 bylo rozhodnuto, že mírové vztahy mezi Norskem a Švédskem stvrdí manželský svazek. Šlechtici ze Švédska i z Norska se pokoušeli sjednat sňatek krále Olafa a nevlastní sestrou Astrid, princeznou Ingegerdou Olofsdotter. Král Olof však svou dceru narozenou v manželství provdal za kyjevského knížete Jaroslava Moudrého. Některé zdroje tvrdí, že Astrid nahradila Ingegerdu podle přání svého otce, jiné tvrdí, že se tak stalo proti jeho vůli díky spolupráci Olafa Norského a švédského jarla Ragnvalda Ulfssona.
Astrid byla popisována jako krásná, výřečná, štědrá a lidmi oblíbená. Byla nevlastní matkou pozdějšího krále Magnuse I., se kterým měla dobré vztahy. V roce 1030 ovdověla, když byl její manžel zabit. Opustila Norsko a odebrala se na švédský královský dvůr, kde měla vysokou pozici. Když její nevlastní syn Magnus v době, kdy se ucházel o norský trůn, navštívil Sigtunu, vyjádřila mu svou oficiální podporu a vyzvala k tomu celé Švédsko.